# Erebia haberhaueri
Erebia haberhaueri är en fjärilsart som beskrevs av Otto Staudinger 1881. Erebia haberhaueri ingår i släktet Erebia och familjen praktfjärilar. Inga underarter finns listade i Catalogue of Life.